# Cục Đào tạo, Bộ Công an (Việt Nam)
Cục Đào tạo (X02) trực thuộc Bộ Công an có chức năng tham mưu Bộ trưởng Bộ Công an thống nhất quản lý và chỉ đạo công tác đào tạo, bồi dưỡng cán bộ trong Công an nhân dân.

## Quá trình phát triển
Ngày 6 tháng 1 năm 1974, Vụ Đào tạo cán bộ, tiền thân của Cục Đào tạo ngày nay được thành lập theo Quyết định số 17/CA/QĐ của Bộ trưởng Bộ Công an.

## Lãnh đạo hiện nay
- Cục trưởng: Thiếu tướng, Phó Giáo sư, Tiến sĩ Đỗ Anh Tuấn
- Phó Cục trưởng: Đại tá, TS Nguyễn Anh Tuấn
- Phó Cục trưởng: Thượng tá, TS Hoàng Đại Nghĩa
- Phó Cục trưởng: Đại tá, PGS.TS. Đặng Thu Hiền
- Phó Cục trưởng: Đại tá, TS Phan Văn Mỹ

## Tổ chức
- Phòng Tổng hợp
- Phòng Kiểm định chất lượng
- Phòng Quản lý đào tạo và bồi dưỡng thường xuyên
- Phòng Quản lý công tác dạy và học
- Phòng Khảo thí

## Thành tích
- Huân chương Quân công hạng Nhất[2]
- Huân chương Quân công hạng Nhì[2]
- Huân chương Quân công hạng Ba[2]
- Huân chương Bảo vệ Tổ quốc hạng Ba[2]
- Huân chương Chiến công hạng Nhì[2]

## Cục trưởng qua các thời kỳ
- Thiếu tướng Bùi Minh Giám, từ 2014–7.2020